# 부산해마루학교
부산해마루학교는 대한민국 부산광역시 기장군 정관읍에 있는 공립 특수학교이다.

## 연혁
- 2013년 3월 4일 : 개교